# 阿拉瓦皇家村
阿拉瓦皇家村（西班牙語：Villarreal de Álava）是西班牙巴斯克自治区阿拉瓦省的一个市镇。总面积46km²，总人口1359人（2001年），人口密度30人/km²。